# Maratjärnen (Norsjö socken, Västerbotten)
Maratjärnen är en sjö i Norsjö kommun i Västerbotten och ingår i Umeälvens huvudavrinningsområde. Sjön har en area på 0,243 kvadratkilometer och ligger 280,7 meter över havet.

## Delavrinningsområde
Maratjärnen ingår i det delavrinningsområde (719274-166845) som SMHI kallar för Utloppet av Maratjärnen. Medelhöjden är 322 meter över havet och ytan är 3,82 kvadratkilometer. Det finns inga avrinningsområden uppströms utan avrinningsområdet är högsta punkten. Vattendraget som avvattnar avrinningsområdet har biflödesordning 5, vilket innebär att vattnet flödar genom totalt 5 vattendrag innan det når havet efter 191 kilometer. Avrinningsområdet består mestadels av skog (86 procent). Avrinningsområdet har 0,24 kvadratkilometer vattenytor vilket ger det en sjöprocent på 6,4 procent.